# Museu de l'Energia i la Tecnologia
El Museu de l'Energia i Tecnologia (en lituà: Energetikos ir technikos muziejus) és una institució de recerca i presentació del patrimoni industrial de Lituània, la història del sistema de l'energia de Lituània i de la ciutat de Vílnius. Es troba a l'antiga central elèctrica Vilnius –primera de la ciutat inaugurada l'any 1903–.
Hi ha set exposicions permanents al museu: 
- Exposició de l'energètica.
- Exposició del Transport.
- Exposició de la indústria de Vílnius.
- Exposició "Fet a Vílnius".
- Les exposicions de ciència interactiva.
- Exposició "El gas a Lituània".
- Exposició "L'energia del sol i el vent".